# Милютин, Андрей Анисимович
Андрей Анисимович Милютин (1898, с. Лох, Саратовский уезд, Саратовская губерния, Российская империя — неизвестно) — советский партийный и государственный деятель. Ответственный секретарь партбюро Таджикского обкома ЦК КП б) Узбекистана в Кулябе (1927—1928).

## Биография
Родился в рабочей семье. Член РКП(б) с 1920.

### Образование
В 1920—1921 гг. учился в Коммунистическом университете имени Я. М. Свердлова в Москве, в 1923—1926 гг. — студент Саратовского областного коммунистического университета.

### Трудовая деятельность
Трудовую деятельность начал в 1913 г. рассыльным телефонной станции, в 1916—1917 гг. — помощник волостного писаря, в 1917—1920 гг. — кондуктор бакинской железной дороги.
- 1921—1923 гг. — секретарь уездного комитета комсомола, заместитель заведующего отделом, председатель уездного Совпрофа,
- 1926—1927 гг. — инструктором Астраханского районного комитета ВКП (б),
- 1927—1928 гг. — ответственный секретарь Кулябского Окрпартбюро Таджикского областного комитета КП(б) Узбекистана,
- 1928 г. — заведующий организационным отделом Курган-Тюбинского окружного комитета Таджикского областного комитета ЦК КП(б) Узбекистана,
- 1928—1929 гг. — заведующий отделом Сталинабадского областного комитета КП(б) Таджикистана,
- 1929 −1935 гг. — партийный следователь ЦК КП (б) Таджикистана.

В 1935 г. был утвержден председателем Контрольной комиссии Горно-Бадахшанского обкома КП(б) Таджикистана.